# Vučevci
Vučevci – wieś w Chorwacji, w żupanii osijecko-barańskiej, w gminie Viškovci. W 2011 roku liczyła 294 mieszkańców.